# Охота на изюбря
Эта статья о романе. Статья о телесериале называется Охота на изюбря (телесериал).
«Охота на изюбря» — остросюжетный приключенческий роман-бестселлер российской писательницы и журналистки Юлии Леонидовны Латыниной об экономических и социальных отношениях 1990-х годов в России. Роман является хронологически второй частью цикла о вымышленном предприятии «Ахтарский металлургический комбинат» и его владельце и директоре Вячеславе Извольском по прозвищу «Сляб» — наряду с романами «Развод с подставой» («Стальной король») и «Промзона».
В книге неоднократно упоминается, что Вячеслав Извольский выбрал изюбря символом, эмблемой Ахтарского металлургического комбината — отсюда и название произведения.
По роману в 2005 году был снят одноимённый фильм, а на его базе смонтирован 12-серийный телесериал.

## Сюжет
События романа происходят в конце 1998 — начале 1999 года, преимущественно в Москве и в вымышленном сибирском городе Ахтарск, где расположен «пятый по величине в мире» металлургический комбинат.
В представительстве Ахтарского металлургического комбината (АМК) в Москве начинают происходить неприятности; следуя одна за другой, они нарастают как снежный ком. Сначала исчезает один из сотрудников представительства Николай Заславский, племянник вице-губернатора Сунженской области. За Заславского требуют выкуп в размере 200 тыс. долларов. Одновременно на представительство «наезжают» местные бандиты, они требуют платить им за «крышу» и «забивают стрелку» руководству службы безопасности АМК. Затем выясняется, что Дмитрий Неклясов, руководитель представительства и доверенное лицо гендиректора АМК Вячеслава Аркадьевича Извольского, гарантировал взятый Заславским кредит всем имуществом принадлежащей Извольскому фирмы «АМК-инвест», директором которой он числится.
Между тем, основное имущество этой крошечной фирмочки — контрольный пакет акций Ахтарского металлургического комбината.
Из Ахтарска срочно прилетают разбираться с проблемами сначала заместитель Извольского по безопасности Денис Фёдорович Черяга, бывший следователь-«важняк» Генпрокуратуры, а чуть позже и сам Извольский. Пока Черяга ищет Заславского и ездит на «стрелки» к бандитам, Извольский даёт команду для защиты своей собственности от претензий продать все акции комбината подставным фирмам. После этого на Извольского происходит покушение, и он в тяжелейшем состоянии попадает в больницу. Как только Извольский приходит в сознание, он увольняет Черягу по навету Неклясова.
Уволенный Черяга с помощью бандита Виктора Свенягина по кличке Камаз, которого его сообщники подставили «крайним» во всей этой истории, ночью проникает в здание представительства АМК и добывает доказательства заговора: Дима Неклясов зарегистрировал на имя Извольского три подставных фирмы в Москве, но контрольный пакет акций АМК продал фирмам с точно такими же названиями («Импера», «Лагуна» и «Кроника»), зарегистрированным в Подмосковье на имя самого Неклясова, и, таким образом, формально стал владельцем комбината.
Извольский впервые в жизни просит у кого-то прощения; ему удаётся убедить Черягу вернуться. Очень быстро становится ясно, что проблема не в предательстве Неклясова как таковом: за этой операцией стоит один из крупнейших московских банков, «Ивеко», который давно точит зубы на Извольского и его комбинат. На «Ивеко» работают чиновники российского правительства и крупный московский вор в законе по кличке Коваль.
Запертый в больнице и парализованный, Вячеслав Извольский в деталях продумывает фантастически сложный план противостояния банку «Ивеко». В одиночку реализуя этот план, играя, рискуя, фактически отказавшись от любимой женщины, Денис Черяга под руководством Извольского всё-таки доводит до конца почти безнадёжную комбинацию по защите металлургического гиганта от враждебного захвата.

## Персонажи
- Вячеслав Аркадьевич Извольский («Сляб») — 34 года, генеральный директор АМК.
- Денис Фёдорович Черяга — 35 лет, заместитель Извольского по вопросам безопасности, бывший следователь по особо важным делам Генеральной прокуратуры Российской Федерации.
- Ирина Денисова — 25 лет, преподавательница исторического факультета МГУ, возлюбленная Извольского.
- Дмитрий Неклясов —  27 лет, генеральный директор ЗАО «АМК-инвест» (Москва), принадлежащего Извольскому.
- Юрий Брелер — «лет сорока», шеф безопасности московского отделения АМК, «представитель самой малой северной народности — сибирский еврей».
- Владимир Калягин — начальник ахтарской промышленной полиции (муниципальной милиции), в прошлом — лидер преступной группировки «Федерация дзюдо города Ахтарска».
- Николай Заславский — 40 лет, директор фирмы «Ахтарск-контракт» (Москва), племянник губернатора Сунженской области.
- Михаил Иванович Федякин — заместитель Извольского по финансам.
- Вадим Скоросько — «лет пятидесяти», главный инженер Ахтарского металлургического комбината.
- Даниил Федорович Сенчяков — 73 года, генеральный директор Конгарского вертолётного завода.
- «Коваль» (Виктор Ковалёв) — «лет пятидесяти», вор в законе, руководитель долголаптевской ОПГ.
- «Лось» (Александр Лосев) — 35 лет, долголаптевский авторитет, близок к Ковалю, бывший биатлонист международного класса.
- «Камаз» (Виктор Свенягин) — бригадир долголаптевской ОПГ, бывший студент физико-математического факультета МГУ.
- «Моцарт» — «лет сорока», сунженский криминальный авторитет.
- Александр Семёнович Дубнов — губернатор Сунженской области.
- Николай Трепко — вице-губернатор Сунженской области.
- Александр Арбатов — председатель правления банка «Ивеко», бывший заместитель министра финансов.
- Геннадий Серов — «сорокалетний», вице-президент «Ивеко», бывший боевой лётчик, герой афганской войны.
- Иннокентий Лучков — шеф безопасности банка «Ивеко», бывший сотрудник КГБ.
- Клава — родная сестра Федякина, возлюбленная Серова.
- Боря-"Перчик" - двоюродный брат "Камаза". Снайпер, работает по поручениям "Камаза".

## Публикации
- 1999 год, изд. ОЛМА-ПРЕСС, серия «Русский проект», ISBN 5-224-00348-2, тираж 51000 экз., 528 стр.
- 2003 год, изд. Олма-Пресс Экслибрис, серия «Экономический триллер», ISBN 5-94847-178-0, тираж 6000 экз., 512 стр.
- 2005 год, изд. Эксмо, серия «Охота на изюбря», ISBN 5-699-11329-0, тираж 30100 экз., 480 стр.
- 2009 год, изд. АСТ, ISBN 978-5-17-058511-3, тираж 5000 экз., 479 стр.

Суммарный тираж романа составил 92100 экземпляров, максимальный среди всех произведений Латыниной.

## Отзывы
Это какая-то невиданная смесь экономического детектива и историко-приключенческого романа в духе Дюма-отца. Я рискнул бы предсказать этому жанру большое будущее, если бы знал, кто, кроме Юлии Латыниной, способен в нём работать.
— Александр Привалов

Для меня Латынина, прежде всего, писатель. Причём, я её считаю одним из лучших писателей современности. Ну и есть сфера, где я её считаю абсолютно лучшим писателем наших дней. Она написала лучший производственный роман последнего десятилетия. Вернее, даже не роман, а трилогию.
Последний роман, который хотел написать Фадеев, должен был называться «Чёрная металлургия». Фадеев этот роман написать не успел. И, всё же, через пятьдесят лет Латынина осуществила то, что хотел сделать Фадеев. Латынина написала трилогию, которую я бы так и назвал, «Чёрная металлургия».
…
Я очень долго ждал удавшегося производственного романа, потому что считаю людей дела достойными талантливых романов. И дождался именно у Латыниной.
— Дан Дорфман